# Empoasca cerea
Empoasca cerea är en insektsart som beskrevs av Delong 1931. Empoasca cerea ingår i släktet Empoasca och familjen dvärgstritar. Inga underarter finns listade i Catalogue of Life.